# Gościno (gmina)
Gościno est une gmina mixte du powiat de Kołobrzeg, Poméranie occidentale, dans le nord-ouest de la Pologne. Son siège est la ville de Gościno, qui se situe environ 14 km au sud-est de Kołobrzeg et 100 km au nord-est de la capitale régionale Szczecin.
La gmina couvre une superficie de 116,04 km2 pour une population de 5 161 habitants en 2016.

## Géographie
Outre la ville de Gościno, la gmina inclut les villages de Dargocice, Gościno-Dwór, Jarogniew, Jeziorki, Kamica, Karkowo, Lubkowice, Mołtowo, Myślino, Ołużna, Pławęcino, Pobłocie Małe, Ramlewo, Robuń, Sikorzyce, Skronie, Wartkowo, Wierzbka Dolna, Wierzbka Górna et Ząbrowo.
La gmina borde les gminy de Dygowo, Karlino, Kołobrzeg, Rymań, Siemyśl et Sławoborze.

### Jumelages

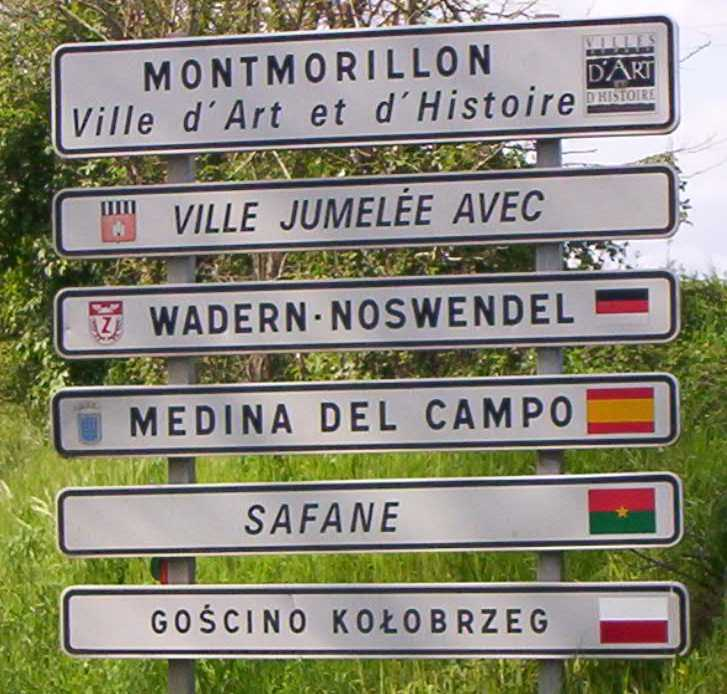
Panneau de jumelage de Montmorillon.

- Montmorillon (France) depuis 2003